# La Fée et le Bouvier
Pour les articles homonymes, voir bouvier et fée.
Production
Diffusion
La Fée et le Bouvier (hangeul : 견우와 선녀 ; RR : gyeon-uwa seonnyeo ; MR : Kyŏnuwa sŏnnyŏ ; litt. « le bouvier et la fée ») est une série télévisée sud-coréenne en douze épisodes, créée par Yang Ji-hoon et diffusée depuis le 23 juin 2025 sur le réseau TVN.
Elle est également diffusée sur la plateforme Prime Video.
Elle s'agit de l'adaptation du webtoon, à succès, intitulé 견우와 선녀 (2020, inédit en France), d'Ahn Soo-min,.

## Synopsis
Une lycéenne chamane sauve son premier amour,,, un lycéen voué par la mort.

## Distribution

### Acteurs principaux
- Cho Yi-hyun : Park Seong-ah, lycéenne et chamane[4],[7]
- Choo Young-woo (en) : Bae Gyeon-woo, lycéen[1]
- Cha Kang-yoon : Pyo Ji-ho, lycéen et ami de Seong-ah[7]
- Choo Ja-hyun (en) : Yeom-hwa, chamane[8]

### Acteurs secondaires
- Kim Mi-kyung (en) : la belle-mère, chamane
- Yoon Byung-hee (ko) : Kkot Do-ryeong, chaman
- Kim Min-joo (ko) : Goo Do-yeon
- Kim Seong-jeong (ko) : Kim Jin-woong
- Hwang Se-in (ko) : Jo Hye-ri
- ? : Maeng « Giregi » Joo-seung
- Lee Soo-mi (en) : la tante
- Gil Hae-yeon (en) : Oh Ok-soon
- Park Jung-pyo : Yang, coach

## Production

### Développement
Fin juin 2024, les sociétés Dexter Pictures, Dexter Studio et IO Contents Group préparent à développer une série La Fée et le Bouvier, romance fantastique de douze épisodes, adaptée du webtoon éponyme,, signé Ahn Soo-in, qui a rencontré un succès en février 2020.
Le scénario est confié à Yang Ji-hoon et la réalisation, à Kim Yong-wan.
Elle est officiellement produite par Studio Dragon, Dexter Pictures et IO Contents Group.

### Attribution des rôles
|  |

Fin juin 2024, Cho Yi-hyun s'y est vue offrir le rôle de Seong-ah, une lycéenne en plein jour et chamane en pleine nuit. À la mi-août, elle est confirmée, aux côtés de Choo Young-woo qui est choisi pour incarner Gyeon-woo, un lycéen qui ne croit ni aux dieux ni aux chamans,,.
À la mi-mai 2025, Cha Kang-yoon est révélé dans le rôle de Pyo Ji-ho, un lycéen, ami de Park Seong-ah, ainsi que Choo Ja-hyun dans le rôle de Yeom-hwa, personnage inexistant dans le webtoon.

### Postproduction
À la mi-janvier 2025, CJ ENM confirme la diffusion de La Fée et le Bouvier en juin prochain sur la chaîne TVN. Début mai, CJ ENM signe avec la plateforme Prime Video pour le droit de diffusion dans environ 240 pays, en dehors de la Corée du Sud et de Chine, accompagnée de sous-titres en 28 langues et un doublage en 11 langues. CJ ENM dévoile, quelques jours après, la première bande-annonce, ainsi que la diffusion, les lundis et mardis. Fin mai, l'affiche et la date de diffusion sont révélées : le 23 juin 2025 à 20 h 50.

### Fiche technique
- Titre original : 견우와 선녀
- Titre international : Head Over Heels
- Titre français : La Fée et le Bouvier
- Réalisation : Kim Yong-wan (ko)[5]
- Scénario : Yang Ji-hoon[5], d'après le webtoon éponyme[2] d'Ahn Su-min[1]
- Musique : Kim Dong-wook
- Production : Kim Dong-hyun[3]
- Sociétés de production : Dexter Pictures[2], IO Contents Group[4] et Studio Dragon[5]
- Sociétés de distribution : CJ ENM[5]
- Pays de production :  Corée du Sud
- Langue originale : coréen
- Format : couleur
- Genre : romance fantastique[2],[4]
- Nombre de saisons : 1
- Nombre d'épisodes : 12[2],[4]
- Durée : 60 à 62 minutes
- Dates de premières diffusion :
  - Corée du Sud : 23 juin 2025 sur TVN
  - Monde : 23 juin 2025 sur Prime Video

## Épisodes
La Fée et le Bouvier comprend 12 épisodes sans titre, diffusés les lundis et mardis, entre le 23 juin et 29 juillet 2025, à 20 h 50.

## Accueil

### Audiences
En Corée du Sud, d'après les données de Nielsen Korea, le premier épisode obtient une audience de 4,3 %, et le deuxième, une moyenne de 4,4 %. Le quatrième épisode s'abaisse d'une moyenne de 3,5 %.